# Poslední sbohem
Poslední sbohem (v anglickém originále The Big Goodbye) je jedna z epizod první sezóny seriálu Star Trek: Nová generace, která byla v České republice při své premiéře odvysílána jako třináctá v pořadí, zatímco ve Spojených státech jako dvanáctá.

## Příběh
USS Enterprise D letí k planetě Torona IV, aby se setkala se zvláštní rasou jménem Jaradové. Jaradové se podobají hmyzu. Mají zájem o navázání diplomatických vztahů s Federací. Jejich řeč je velmi komplikovaná, přesto trvají na odříkání pozdravu v jejich mateřštině. Před dvaceti lety kvůli malé chybě v úvodním pozdravu dřívější jednání selhalo. Kapitán Picard se celý pozdrav v jaradštině naučil a nyní si dopřává zasloužený odpočinek před zahájením jednání. Jde do simulátoru, kde vystupuje jako fiktivní soukromý detektiv z 20. století, jménem Dixon Hill. V příběhu ho požádá o pomoc Jessica Bradleyová, jež má strach. Muž jménem Cyrus Redblock se ji totiž pokouší zabít.
Kapitán krátce opustí program a vrací se na palubu, kde potvrdí předpokládaný čas schůzky. Vypráví také ostatním o svých zážitcích. Pak se opět vrací do simulátorového San Franciska, společně s Datem, doktorkou Crusherovou a historikem Whalenem. Všichni se, stejně jako kapitán, oblékli do historických kostýmů. Již jako Dixon Hill si Picard přečte noviny, kde se dozvídá o vraždě Jessicy Bradleyové. Hill je následně zadržen policistou McNarym jako hlavní podezřelý z vraždy.
Mezitím se neočekávaně brzy objeví Jaradové a začnou skenovat loď. Při skenování Enterprise dojde k poškození programu vstupu do simulátoru. Nejde do něj tedy vstoupit ani vyjít ven. Posádka se snaží spojit s kapitánem přes komunikátor, ale komunikace není možná. Na můstku zjistí, že funkce simulátoru byly narušeny signálem jaradské lodi. Mimo provoz jsou všechna bezpečnostní opatření simulátoru. William Riker se spolu s Wesleym Crusherem a Geordim LaForgem snaží celý program opravit.
Trojice v programu byla zatím propuštěna z vězení a vrátila se do Dixonovy kanceláře. Tam se objeví Felix Leech, asistent Cyruse Redblocka. Hovoří s Picardem alias Dixonem Hillem o vraždě Jessicy Bradleyové. Po hádce Leech vystřelí na historika Whalena a těžce ho zraní. Picard s Datem tím poznají, že simulátor nefunguje správně. Nemohou ale vyjít zpátky. Leeche krátce navštíví sám Redblock a pak vyvíjí na Hilla tlak. Kapitán se mu snaží vysvětlit, že ve skutečnosti je vše jen fikce. Redblock ale nevěří.
Wesley zjistil, že simulátor uvězněnou trojici přeměnil na holografické signály. Bojí se ale vypnout celý systém, aby všechny tři neztratili. Místo toho zkusí Wesley restartovat simulátor, uvnitř programu se tak na chvíli octnou uprostřed zimní vánice. Restart ale proběhne úspěšně a kapitán s Datem objevují dveře k východu. Redblock a Leech východ objeví také a domnívají se, že je bránou do jiného světa. Chtěli by tam loupit, a tak přes kapitánovo varování vystoupí. Octnou se na lodní chodbě, ale oba hologramy tam začnou postupně mizet. Picard pak poděkuje policistovi McNarymu za doprovod. Sdělí mu, že je to poslední sbohem, protože společně s Datem opouštějí hru. Doktorka Beverly Crusherová odvádí doktora Whalena na ošetřovnu. Kapitán dorazí na můstek přesně na čas, aby započal jednání s Jarady. Předříká bez jediné chyby pozdrav v jejich řeči. Jaradové jsou s projevem spokojeni a oznámí počátek vyjednávacího procesu s Federací.

## Zajímavosti
- Epizoda získala cenu Emmy za vynikající design kostýmů (návrhář kostýmů William Ware Theiss). Dále byla na cenu Emmy nominována za vynikající práci kameramana (Edward R. Brown).